# US Open
US Open, punim nazivom The United States Open Tennis Championships (Otvoreno prvenstvo SAD-a), je dvotjedni godišnji teniski turnir na tvrdoj podlozi koji se održava potkraj kolovoza i početkom rujna, moderna inačica najstarijega teniskoga prvenstva na svijetu, Državnoga prvenstva Sjedinjenih Država, za čiju se titulu tenisači natječu još od 1881. godine. Od 1987. godine US Open je kronološki četvrti i posljednji veliki teniski turnir popularnog naziva Grand Slam: ostala tri su Australian Open, Roland Garros i Wimbledon.
Glavni turnir sastoji se od pet zasebnih prvenstava: muškog i ženskog singla, muških i ženskih parova te mješovitih parova s dodatnim turnirima za juniore, seniore i igrače u invalidskim kolicima. Od 1978. godine turnir se igra na akrilnoj tvrdoj podlozi u nacionalnom teniskom centru "Billie Jean King" u Flushing Meadowsu (Corona Park, Queens, New York City). Vlasnik i organizator turnira je neprofitna organizacija Američki teniski savez (engl. United States Tennis Association ili skraćeno USTA). Zaradom od prodaje ulaznica promiče se razvoj tenisa u Sjedinjenim Američkim Državama.
Svaki neriješeni set US Open-a završava u odlučujućoj igri (tzv. „tie-break”), za razliku od preostala tri godišnja Grand Slam turnira na kojima se tie break igra u svakom setu osim onom posljednjem (trećem za žene, petom za muškarce) koji se igra neograničeno, sve dok netko od igrača ne postigne vodstvo od dvije igre (tzv. „game” razlike). Uz podlogu, to je ujedno i najveća razlika u odnosu na ostala tri Grand Slam turnira. 
Petorica Hrvata uspjela su izboriti osmimu finala US Opena: Goran Ivanišević,Marin Čilić, Ivo Karlović, Borna Ćorić
i Borna Gojo. Čilić je jedini Hrvat s naslovom u pojedinačnoj konkurenciji (singlu).

## Povijest turnira

### Newport Casino
Prvi službeni turnir održan je u kolovozu 1881. godine na travnatim terenima u Newport Casinu (Newport) na Rhode Islandu i na njemu su mogli nastupiti samo oni klubovi koji su bili članovi USNLTA-e (United States National Lawn Tennis Association). Prvi turnir osvojio je Richard Sears koji će u konačnici osvojiti sedam titula za redom. U razdoblju od 1884. do 1911. godine sistem turnira bio je takav da je branitelj naslova iz prethodne godine sljedeće godine automatski igrao finale i čekao protivnika koji se odlučivao tijekom turnira između svih ostalih prijavljenih igrača. 
U prvih nekoliko godina na turniru su se natjecali isključivo muškarci, a naziv turnira službeno je glasio US National Singles Championships for Men (u slobodnom prijevodu "Američki nacionalni turnir za muškarce"). Šest godina nakon održavanja prvog muškog turnira krenulo je i prvo službeno žensko natjecanje u kriket-klubu Philadelphia 1887. godine kojeg je osvojila tada 17-godišnjakinja Ellen Hansell (rodom upravo iz Philadelphije); dvije godine potom održano je prvo žensko natjecanje u parovima, a prvo natjecanje u mješovitim parovima održano je 1899. godine. U razdoblju od 1888. do 1918. godine ženski dio natjecanja održavao se po istom principu kao i muški (iznimka je jedino prvenstvo 1917. godine). U razdoblju između 1890. do 1906. godine održavani su regionalni turniri na istoku i zapadu zemlje, a sve u svrhu određivanja koji će parovi nastupiti u play-offu čiji će pobjednici u konačnici igrati u finalu parova protiv branitelja naslova.
Godine 1915. nacionalno prvenstvo preseljeno je iz Newporta (Rhode Island) u teniski klub West Side u Forest Hillsu (New York). Već 1911. godine grupa tenisača predvođena Karlom H. Behrom iz New Yorka pokušala je premjestiti turnir u New York, ali su bili nadglasani rezultatom 95:60 u korist Newporta.

### West Side Tennis Club
Početkom 1915. godine ponovno se pokrenulo pitanje preseljenja mjesta održavanja turnira. kada je skupina od otprilike stotinu tenisača potpisala peticiju za selidbu uz argumente da većina teniskih klubova, igrača i gledatelja dolaze iz New Yorka i njegove okolice i da će zbog razvoja sporta biti najbolje za sve da se upravo u tom gradu prvenstvo nastavi održavati. Ovim argumentima usprotivila se grupa igrača koja je uključivala čak osam različitih bivših pobjednika turnira. Ipak, konstantni pritisak u vezi preseljenja turnira postao je prevelik pa je 5. veljače 1915. godine na sastanku USNLTA-e glasačkim rezultatom 128:119 odlučeno da će se turnir preseliti u New York.

### Germantown Cricket Club
U razdoblju od 1921. do 1923. godine turnir se održavao u kriket-klubu Germantown u Philadelphiji.

### West Side Tennis Club
Turnir se 1924. godine vratio u Forest Hills. Iako je do tada već neslužbeno bio poznat kao jedan od najvažnijih teniskih turnira, službeno je priznat kao takav od strane ILTF-a tek 1924. godine. 
Otvorena era turnira (eng. Open era) započela je 1968. godine kada se svih pet natjecanja spojilo u današnji US Open koji se u to vrijeme održavao u teniskom klubu West Side u Forest Hillsu. Te iste godine turnir je postao po prvi puta otvoren za sve profesionalne igrače tenisa, a na prvom turniru u otvorenoj eri natjecalo se sveukupno 96 tenisača i 63 tenisačice za sveukupni nagradni fond od 100 tisuća dolara.
Godine 1970. US Open postao je prvi Grand Slam turnir koji je započeo koristiti pravilo odlučujuće igre (tzv. tie-break) u situaciji kada u setu dođe do rezultata 6:6 i danas je jedini takav turnir koji i u odlučujućem, posljednjem setu također koristi isto pravilo (ostali turniri u odlučujućem trećem setu u ženskoj konkurenciji odnosno petom setu u muškoj konkurenciji nemaju pravilo odlučujuće igre već igrač kako bi pobijedio mora osvojiti dvije igre za redom).
Godine 1973. US Open je postao prvi Grand Slam turnir koji je pobjedniku i pobjednici u pojedinačnoj konkurenciji omogućio osvajanje identične količine novca (te godine pobjednik u muškoj pojedinačnoj konkurenciji John Newcombe i pobjednica u ženskoj pojedinačnoj konkurenciji Margaret Court osvojili su 25 tisuća dolara svaki). Još jednu inovaciju turnir US Open uveo je 1975. godine kada su postavljeni reflektori na stadionu kako bi se omogućila igra po noći (prvi puta u povijesti).

### Nacionalni teniski centar USTA
Godine 1978. turnir se iz teniskog kluba West Side u Forest Hillsu (Queens) preselio u puno veći Nacionalni teniski centar USTA u Flushing Meadowsu (Queens), a proces preseljenja također je uključivao i promjenu podloge na kojoj će se igrati - sa zemlje na kojoj se igralo posljednje tri godine na beton. Jimmy Connors jedini je tenisač u povijesti koji je osvojio US Open na sve tri podloge na kojima se turnir igrao (trava, zemlja i beton) dok je Chris Evert jedina tenisačica u povijesti koja je turnir osvojila na dvije različite podloge (zemlji i betonu).
US Open je jedini Grand Slam turnir koji se održavao svake godine bez pauze od početka svog postojanja.
U prosincu 2012. godine objavljeno je da će se muški pojedinačni finale 2013. i 2014. godine igrati u ponedjeljak umjesto u nedjelju što Savez profesionalnih tenisača nikako nije dobro prihvatio. Posljednjih pet muških finala bili su odgađani za ponedjeljak zbog loših vremenskih uvjeta. Međutim, od 2015. godine nadalje muški finali ponovno se tradicionalno održavaju nedjeljom.

## Podloga i tereni
Turnir US Open igra se na brzoj podlozi koja omogućuje manje trenje i manji odskok loptice za razliku od ostalih podloga (pogotovo one na kojoj se nekada igrao turnir Australian Open). Upravo iz ovog razloga igrači koji prakticiraju igru servisa i voleja bili su poprilično uspješni na turniru do danas.
Glavni teren turnira je stadion Arthur Ashe koji može primiti 22.547 gledatelja, a koji se otvorio 1997. godine. Ime je dobio prema Arthuru Asheu, poznatom afro-američkom tenisaču koji je postao prvim igračem koji je osvojio US Open u otvorenoj eri 1968. godine. Drugi najveći stadion turnira je Louis Armstrong, službeno otvoren 1978. godine. U razdoblju od 1978. do 1996. godine to je bio glavni stadion turnira. U jednom trenutku stadion je mogao primiti 18 tisuća gledatelja, ali taj je kapacitet smanjen na 10.200 nakon što su maknute gornje tribine i nakon što je otvoren stadion Arthur Ashe. Treći po veličini teren je Grandstand kapaciteta 6.000 mjesta.
Godine 2011. otvoren je i sedamnaesti po redu teren s velikim televizijskim ekranima i elektroničkom linijom koja omogućava igračima provjere (takozvane izazove/challenge) sudačkih odluka. Budući se nalazi na zemlji, teren je prozvan The Pit. Danas teren može primiti do 3 tisuće gledatelja, a nalazi se u jugoistočnom dijelu zdanja na kojem se kompletan US Open igra. Tereni 4, 7 i 11 imaju kapacitet preko tisuću mjesta.
Svi tereni na kojima se igraju mečevi US Opena su osvijetljeni što omogućava televizijsko praćenje kompletnog turnira tijekom prime-timea kako bi se postigla što veća gledanost. Navedeno je jako dobro iskoristila američka televizijska mreža koja je iskoristila svu svoju moć kako bi ženski finale prebacila na subotu navečer zbog postizanja maksimalne gledanosti svojih televizijskih kanala.
Godine 2005. na svim terenima US Opena postavljena je posebna plava podloga kako bi se putem televizije lakše mogla pratiti loptica tijekom igre; vanjski tereni ostali su zelene boje. Na turniru 2006. godine kompleks je dobio ime USTA Billie Jean King National Tennis Center u čast bivše tenisačice Billie Jean King koja je turnir osvojila četiri puta.

## Izazovi linijskih odluka
Godine 2006. US Open je uveo mogućnost trenutne reprize netom završenih poena kako bi se, na zahtjev igrača i igračica, eventualno preispitale sumnjive linijske odluke sudaca (tzv. challenge ili izazov). Prema mnogim stručnjacima događaj koji je prevagnuo u korist uvođenja ovakvog načina odlučivanja dogodio se tijekom US Opena 2004. godine, točnije meča između Serene Williams i Jennifer Capriati, tijekom kojega su mnoge upitne sudačke odluke donesene u korist Capriati. Svaki igrač ima u jednom setu pravo na tri izazova uz jedan dodatni u slučaju da se set odlučuje u tie-breaku (odlučujućoj igri). Ako se pokaže da je izazov bio opravdan, igrač zadržava pravo na daljnje izazove tijekom seta, a ako se ispostavi suprotno, igrač gubi jedan izazov po setu. Trenutna repriza netom odigranog poena u početku je bila omogućena samo na dva glavna stadiona (Ashe i Armstrong), ali je od 2009. godine dostupna i na stadionu Grandstand.
Nakon što igrač zatraži izazov (tzv. challenge) na velikom ekranu kreće 3D kompjuterska animacija koja zahvaljujući mnogobrojnim videokamerama prati lopticu pa igrači, suci, publika na stadionu, ali i ona pred malim ekranima, mogu istovremeno vidjeti je li sudačka odluka bila ispravna ili ne. Tijekom US Opena 2011. godine 29,78% izazova tenisača i 30,2% izazova tenisačica pokazalo se ispravnima.

## Posjećenost turnira
| 2014.   | 2013.   | 2012.   | 2011.   | 2010.   | 2009.   | 2008.   | 2007.   | 2006.   | 2005.   | 2004.   |
| ------- | ------- | ------- | ------- | ------- | ------- | ------- | ------- | ------- | ------- | ------- |
| 713.642 | 713.026 | 710.803 | 658.664 | 712.976 | 721.059 | 720.227 | 715.587 | 640.000 | 659.538 | 631.870 |

Izvori: US Open, Gradsko sveučilište u New Yorku (CUNY)

## Nagradni fond turnira
Sveukupni nagradni fond za US Open 2013. godine iznosio je 34 252 000 dolara što je otprilike za 10 milijuna više od turnira koji se održao 2012. godine. Nagradni fond turnira raspoređuje se na sljedeći način:
| Natjecanje               | Natjecanje    | P          | F        | PF       | ČF       | 4K       | 3K      | 2K      | 1K      | K3     | K2     | K1     | Ukupno     |
| Pojedinačna konkurencija | 128 sudionika | $1.900,000 | $950.000 | $475.000 | $237.500 | $120.000 | $65.000 | $37.000 | $23.000 | $8.638 | $5.775 | $3.000 | $9.406,000 |
| Parovi*                  | 64 sudionika  | $420.000   | $210.000 | $105.000 | $50.000  | -        | $26.000 | $16.000 | $11.000 | -      | -      | -      | $3.712,000 |
| Mješoviti parovi*        | 32 sudionika  | $150.000   | $70.000  | $30.000  | $15.000  | -        | -       | $10.000 | $5.000  | -      | -      | -      | $500.000   |

* po paru
Turnir US Open ugovorno se obvezao da će povećati svukupni nagradni fond na 50 milijuna dolara do 2017. godine. Kao rezultat toga nagradni fond turnira iz 2013. godine povećan je na sveukupno 33.6 milijuna dolara čime je za rekordnih 8.1 milijun dolara povećan u odnosu na prethodni turnir.

## Bodovanje
Bodovanje za ATP i WTA ljestvice tijekom godina na US Openu je variralo, a trenutačno se u pojedinačnom natjecateljskom programu bodovi dodjeljuju prema sljedećoj ljestvici:
| Natjecanje         | Natjecanje | P    | F    | PF  | ČF  | 4K  | 3K  | 2K | 1K |
| Pojedinačne titule | Tenisači   | 2000 | 1200 | 720 | 360 | 180 | 90  | 45 | 10 |
| Pojedinačne titule | Tenisačice | 2000 | 1300 | 780 | 430 | 240 | 130 | 70 | 10 |
| Parovi             | Tenisači   | 2000 | 1200 | 720 | 360 | 180 | 90  | 0  | –  |
| Parovi             | Tenisačice | 2000 | 1300 | 780 | 430 | 240 | 130 | 10 | –  |

## Rekordi
| rekord                                                                                                   | era                 | igrač(i)                                            | broj osvojenih turnira | godine |
| --- | ------------------- | --------------------------------------------------- | ---------------------- | --- |
| muška konkurencija od 1881. godine                                                                       |                     |                                                     |                        | |
| Pobjednik najvećeg broja turnira u muškoj pojedinačnoj konkurenciji                                      | Prije 1968. godine: | Richard Sears Bill Larned Bill Tilden               | 7                      | 1881., 1882., 1883., 1884., 1885., 1886., 1887. 1901., 1902., 1907., 1908., 1909., 1910., 1911. 1920., 1921., 1922., 1923., 1924., 1925., 1929. |
| Pobjednik najvećeg broja turnira u muškoj pojedinačnoj konkurenciji                                      | Nakon 1968. godine: | Jimmy Connors Pete Sampras Roger Federer            | 5                      | 1974., 1976., 1978., 1982., 1983. 1990., 1993., 1995., 1996., 2002. 2004., 2005., 2006., 2007., 2008.                                           |
| Pobjednik najvećeg broja turnira za redom u muškoj pojedinačnoj konkurenciji                             | Prije 1968. godine: | Richard Sears                                       | 7                      | 1881., 1882., 1883., 1884., 1885., 1886., 1887.                                                                                                 |
| Pobjednik najvećeg broja turnira za redom u muškoj pojedinačnoj konkurenciji                             | Nakon 1968. godine: | Roger Federer                                       | 5                      | 2004., 2005., 2006., 2007., 2008. |
| Osvajač najvećeg broja titula u muškoj konkurenciji parova                                               | Prije 1968. godine: | Richard Sears Holcombe Ward                         | 6                      | 1882., 1883., 1884., 1885., 1886., 1887. 1899., 1900., 1901., 1904., 1905., 1906.                                                               |
| Osvajač najvećeg broja titula u muškoj konkurenciji parova                                               | Nakon 1968. godine: | Bob Bryan Mike Bryan                                | 5                      | 2005., 2008., 2010., 2012., 2014. 2005., 2008., 2010., 2012., 2014.                                                                             |
| Osvajač najvećeg broja titula za redom u muškoj konkurenciji parova                                      | Prije 1968. godine: | Richard Sears                                       | 6                      | 1882., 1883., 1884., 1885., 1886., 1887. |
| Osvajač najvećeg broja titula za redom u muškoj konkurenciji parova                                      | Nakon 1968. godine: | Todd Woodbridge Mark Woodforde                      | 2                      | 1995., 1996. |
| Osvajač najvećeg broja titula u konkurenciji mješovitih parova                                           | Prije 1968. godine: | Bill Tilden Bill Talbert                            | 4                      | 1913., 1914., 1922., 1923. 1943., 1944., 1945., 1946.                                                                                           |
| Osvajač najvećeg broja titula u konkurenciji mješovitih parova                                           | Nakon 1968. godine: | Bob Bryan                                           | 4                      | 2003., 2004., 2006., 2010. |
| Osvajač najvećeg broja titula (sveukupno: pojedinačna konkurencija, muški parovi i mješoviti parovi)     | Prije 1968. godine: | Bill Tilden                                         | 16                     | 1913. – 1929. (7 pojedinačnih naslova, 5 muških parova i 4 mješovita para)                                                                      |
| Osvajač najvećeg broja titula (sveukupno: pojedinačna konkurencija, muški parovi i mješoviti parovi)     | Nakon 1968. godine: | Bob Bryan                                           | 9                      | 2003. – 2014. (5 muških parova i 4 mješovita para)                                                                                              |
| ženska konkurencija od 1887. godine                                                                      |                     |                                                     |                        | |
| Pobjednica najvećeg broja turnira u ženskoj pojedinačnoj konkurenciji                                    | Prije 1968. godine: | / Molla Bjurstedt Mallory                           | 8                      | 1915., 1916., 1917., 1918., 1920., 1921., 1922., 1926.                                                                                          |
| Pobjednica najvećeg broja turnira u ženskoj pojedinačnoj konkurenciji                                    | Nakon 1968. godine: | Chris Evert Serena Williams                         | 6                      | 1975., 1976., 1977., 1978., 1980., 1982. 1999., 2002., 2008., 2012., 2013., 2014.                                                               |
| Pobjednica najvećeg broja turnira za redom u ženskoj pojedinačnoj konkurenciji                           | Prije 1968. godine: | / Molla Bjurstedt Mallory Helen Jacobs              | 4                      | 1915., 1916., 1917., 1918. 1932., 1933., 1934., 1935.                                                                                           |
| Pobjednica najvećeg broja turnira za redom u ženskoj pojedinačnoj konkurenciji                           | Nakon 1967. godine: | Chris Evert                                         | 4                      | 1975., 1976., 1977., 1978. |
| Osvajačica najvećeg broja titula u ženskoj konkurenciji parova                                           | Prije 1968. godine: | Margaret Osborne duPont                             | 13                     | 1941., 1942., 1943., 1944., 1945., 1946., 1947., 1948., 1949., 1950., 1955., 1956., 1957.                                                       |
| Osvajačica najvećeg broja titula u ženskoj konkurenciji parova                                           | Nakon 1968. godine: | Martina Navratilova                                 | 9                      | 1977., 1978., 1980., 1983., 1984., 1986., 1987., 1989., 1990.                                                                                   |
| Osvajačica najvećeg broja titula za redom u ženskoj konkurenciji parova                                  | Prije 1968. godine: | Margaret Osborne duPont                             | 10                     | 1941., 1942., 1943., 1944., 1945., 1946., 1947., 1948., 1949., 1950.                                                                            |
| Osvajačica najvećeg broja titula za redom u ženskoj konkurenciji parova                                  | Nakon 1968. godine: | Virginia Ruano Pascual Paola Suárez                 | 3                      | 2002., 2003., 2004. 2002., 2003., 2004. |
| Osvajačica najvećeg broja titula u konkurenciji mješovitih parova                                        | Svih vremena:       | Margaret Osborne duPont Margaret Court              | 8                      | 1943., 1944., 1945., 1946., 1950., 1958., 1959., 1960. 1961., 1962., 1963., 1964., 1965., 1969., 1970., 1972.                                   |
| Osvajačica najvećeg broja titula u konkurenciji mješovitih parova                                        | Prije 1968. godine: | Margaret Osborne duPont                             | 8                      | 1943., 1944., 1945., 1946., 1950., 1958., 1959., 1960.                                                                                          |
| Osvajačica najvećeg broja titula u konkurenciji mješovitih parova                                        | Nakon 1968. godine: | Margaret Court Billie Jean King Martina Navratilova | 3                      | 1969., 1970., 1972. 1971., 1973., 1976. 1985., 1987., 2006.                                                                                     |
| Osvajačica najvećeg broja titula (sveukupno: pojedinačna konkurencija, ženski parovi i mješoviti parovi) | Svih vremena:       | Margaret Osborne duPont                             | 25                     | 1941. – 1960. (3 pojedinačne titule, 13 ženskih parova i 9 mješovitih parova)                                                                   |
| Osvajačica najvećeg broja titula (sveukupno: pojedinačna konkurencija, ženski parovi i mješoviti parovi) | Prije 1968. godine: | Margaret Osborne duPont                             | 25                     | 1941. – 1960. (3 pojedinačne titule, 13 ženskih parova i 9 mješovitih parova)                                                                   |
| Osvajačica najvećeg broja titula (sveukupno: pojedinačna konkurencija, ženski parovi i mješoviti parovi) | Nakon 1968. godine: | Martina Navratilova                                 | 16                     | 1977. – 2006. (4 pojedinačne titule, 9 ženskih parova i 3 mješovita para)                                                                       |
| razni rekordi                                                                                            |                     |                                                     |                        | |
| Najmlađi pobjednik (pojedinačna konkurencija)                                                            | Tenisači:           | Pete Sampras                                        | 19 godina i 1 mjesec   | 19 godina i 1 mjesec |
| Najmlađi pobjednik (pojedinačna konkurencija)                                                            | Tenisačice:         | Tracy Austin                                        | 16 godina i 8 mjeseci  | 16 godina i 8 mjeseci |
| Najstariji pobjednik (pojedinačna konkurencija)                                                          | Tenisači:           | William Larned                                      | 38 godina i 8 mjeseci  | 38 godina i 8 mjeseci |
| Najstariji pobjednik (pojedinačna konkurencija)                                                          | Tenisačice:         | Molla Bjurstedt Mallory                             | 42 godine i 5 mjeseci  | 42 godine i 5 mjeseci |

## Vanjske poveznice
- Službena stranica turnira